# Przezwiska
Przezwiska – wieś w Polsce położona w województwie łódzkim, w powiecie łowickim, w gminie Bielawy.
| SIMC    | Nazwa     | Rodzaj    |
| ------- | --------- | --------- |
| 0724703 | Przydatki | część wsi |

Prywatna wieś szlachecka położona była w drugiej połowie XVI wieku w powiecie orłowskim województwa łęczyckiego. Od 1492 r. wieś należała do dóbr kasztelana konarsko łęczyckiego Jana Szamowskiego. W latach 1975–1998 miejscowość administracyjnie należała do województwa skierniewickiego.